# ماليخان
بلدية ماليخان (بالإسبانية: Maleján) هي بلدية تقع في مقاطعة سرقسطة التابعة لمنطقة أراغون شمال شرق إسبانيا.

## الديموغرافيا
بلغ عدد سكان بلدية ماليخان 338 نسمة عام 2011 (وفقاً للمعهد الوطني الإسباني للإحصاء).
| 314 | 304 | 298 | 286 | 303 | 330 | 338 |